# HTML5 video
Спецификација HTML5 увела је видео-елемент ради репродукције видео-снимака, делимично заменивши <object>. Творци HTML5 video-а намеравали су да исти постане нови стандардни начин гледања видео-записа на интернету без коришћења додатних компоненти, уместо пређашњег дефакто стандарда где се користила додатна компонента за Адоби флеш. Рано усвајање овог стандарда било је спутавано због непостојања договора око тога који видео и аудио формати ће бити подржани у веб-прегледачима.

## Историја елемента <video>
Елемент <video> је предложила компанија Опера софтвер у фебруару 2007. Опера је такође објавила верзију за преглед који је презентовала истог дана, и проглас у ком се предлагало да <video> „постане првокласни грађанин веба”.

## Примери елемента <video>
Наредни HTML5 фрагмент кода ће уметнути ВебМ видео на веб страницу.
```
<
video
 
src
=
"movie.webm"
 
poster
=
"movie.jpg"
 
controls
>

 This is fallback content to display for user agents that do not support the video tag.

</
video
>

```

Атрубит „controls” укључује прегледачев сопствени кориснички интерфејс за констролисање пуштања. Алтернативно, пуштање може бити контролисано помоћу Јаваскрипта, што веб дизајнер може користити за прављење порученог корисничког интерфејса. Опциони „poster” атрибут спецификује слику за приказ на месту видеа пре него што пуштање почне. Њена намена је да репрезентује видео.

### Вишеструки извори
Подршка за видео формате варира између прегледача (видети испод), тако да веб страна може да обезбеди видео у вишеструким форматима. За остала својства, детекција прегледача се користи понекад, што може бити подложно грешкама: знање о прегледачима било ког веб развијача може бити некомплетно или неунапређено. Сам прегледач зна најбоље које формате може да подржи. Елемент „video” подржава пребацивање кроз спецификовање вишеструких извора. Користећи било који број <source> елемената, као што је приказано испод, прегледач ће аутоматски изабрати коју датотеку ће преузети. Алтернативно, Јаваскрипт canPlayType() функција може бити коришћена да постигне исто. Атрибут „type” спецификује MIME тип и, по могућству, листу кодека који помажу прегледачу да одлучи да ли уме да декодира датотеку. Чак и помоћу једног извора, таква помагала могу да буду обавезна прегледачу за стављање у ред своје мултимедија окружење за кодеке трећег лица.
```
<
video
 
poster
=
"movie.jpg"
 
controls
>

 
<
source
 
src
=
"movie.webm"
 
type
=
'video/webm; codecs="vp8.0, vorbis"'
>

 
<
source
 
src
=
"movie.ogv"
 
type
=
'video/ogg; codecs="theora, vorbis"'
>

 
<
source
 
src
=
"movie.mp4"
 
type
=
'video/mp4; codecs="avc1.4D401E, mp4a.40.2"'
>

 
<
p
>
This is fallback content to display for user agents that do not support the video tag.
</
p
>

</
video
>

```

## Подржани видео-формати
HTML5 спецификација не спецификује које видео формате прегледач треба да подржава. Кориснички агенти имају слободу да подрже било који видео формат који сматрају пожељним, али аутори садржаја не могу да претпоставе да ће сваки видео бити доступан од стране сваког корисничког агента због тога што кориснички агенти немају предвиђен минимални скуп видео формата који подржавају.
HTML5 радна група сматра пожељним да се спецификује барем један видео формат који сви кориснички агенти прегледачи) треба да подржавају. У овом светлу, идеалан формат би требало да испуњава следеће:
- Да има добру компресију, добар квалитет слике и ниско коришћење процесора за декодирање.
- Да има могућност коришћења без накнадних трошкова.
- Уз додатак софтверских декодера, хардвер видео декодера би требало да постоји за формат, како многи уметнути процесори немају довољно добре перформансе за декодирање видеа.

Иницијално, Огг Теора је био препоручен стандардни видео формат у HTML5 зато што није био погођен од стране ниједног познатог патента. Али децембра 10, 2007. године, HTML5 спецификација је ажурирана, замењујући референце на конкретне формате:
Кориснички агенти би требало да подрже Теора видео и Ворбис аудио, као и Огг формат.
са плејсхолдером:
Било би корисно за интероператибилност уколико би сви прегледачи могли да подрже исте кодеке. Ипак, не постоје кодеци који задовољавају све тренутне плејере: потребан је кодек који је познат да не тражи по-јединици или по-дистрибутору лиценцирање, да је компатибилан са моделом развоја отвореног кода, да је неопходног квалитета што се тиче коришћења, као и да не представља додатан подморнички патент ризик за велике компаније. Ово је отворени проблем и ова секција ће бити ажурирана када више информација буде доступно
Резултат овога је поларизација HTML5 видеа између стандарда индустрије, ИСО-дефинисаног али патентираног формата, и слободног, отвореног формата.

### Слободни формати
Иако Теора није погођена од стране патента који нису слободни, Епл је изразио забринутост око непознатих патената који могу да је погоде, а чији власници можда чекају на корпорацију са великим финансијским ресурсима да користи формат пре тужења. Формати као што су Х.264 могу у принципу такође бити субјекат непознатих патената, али они су распоређени много шире тако да се претпоставља да би се било који патент-холдер већ приказано јавним. Епл се такође супротставио захтевању Огг формата у HTML5 стандарду (чак и ако је у питању „требало би” захтев) на основу тога да неки уређаји могу да подрже друге формате много лакше, као и да HTML историјски никада није захтевао ниједан формат ни за шта.
Неки развијачи веба критиковали су уклањање Огг формата из спецификације.
Мозила и Опера подржавају само отворене формате Теоре и ВебМ-а. Гугл је изјавио своју намеру да уклони подршку за H.264 у 2011. години, специфично за HTML5 видео елемент. Иако је уклоњено из Хромијума, биће уклоњено из Гугл кроума годину дана касније.

#### MPEG-DASH подршка путем HTML5 Медија изворна екстензија (МИЕ)
Адаптивни битрејт стандард за стримовање MPEG-DASH може се користити у веб прегледачима путем HTML5 Медија изворне екстензије (МИЕ) and JavaScript-based DASH players. Such players are, e.g., the open-source project dash.js и DASH плејера заснованог на Јаваскрипту. Такви плејери су, на пример, пројекат отвореног кода dash.js (корипћењем HTML5 са Јаваскриптом, али такође и DASH плејери засновани на Флеш технологији за завештане веб прегледаче који не подржавају HTML5 МИЕ).

#### Гуглова куповина Он2
Гуглова куповина Он2 у 2010. години резултирала је у куповини VP8 видео формата. Гугл је обезбедио лиценцу без трошкова за коришћење VP8. Гугл је такође покренуо ВебМ, који комбинује стандардизован видео кодек отвореног кода VP8 са Ворбис аудиом у Матроска-заснованом паковању. Отварање VP8 је било подржано од стране Фондације за слободни софтвер.
Када је Гугл у јануару најавио да ће прекинути са нативним подржавањем H.264 у Кроуму, критике су пристизале са различитих страна, а неке од њих укључују критику Питера Брајтаиз ит Арс Технике и Мајкрософтовог веб јеванђелисте Тима Снита, који је поредио Гуглов покрет са најавом Есперанта за званични језик Сједињених Америчких Држава. Ипак, Хаавард Моен из компаније Опера Софтвера је снажно критиковао чланак Арс Технике на шта је Гугл одговорио тако што је објаснио његову намеру за промовисањем ВебМ и његових продуката на основу отворености.
Након покретања ВебМ, Мозила и Опера су позвале на увођење VP8 у HTML.
Дана 7. марта 2013. године, Гугл и MPEG ЛА, ЛЛЦ објавили су слагање о техникама који „могу бити неопходне” за VP8, чине је Гугл добио лиценцу од MPEG ЛА и 11 холдера патента, и MPEG ЛА завршио своје напоре за оформљавањем VP8 патент тендера.

### Формати који нису бесплатни
H.264/MPEG-4 AVC је широко коришћен и поседује добру брзину, компресију, хардверске декодере и видео квалитет, али је патент-ограничен. Корисницима H.264 је потребна лиценца било од индивидуалних патент холдера или од MPEG ЛА, групе патент холдера који укључују Мајкрософт и Епл, са изузетком коришћења неких интернет видео емитовања. H.264 је обично коришћен као део MP4 формата, заједно са Напредним аудио кодингом (ААК). ААК је такође затворено патентиран, тако да корисници MP4 морају да лиценцирају и H.264 и ААК.
Јуна 2009, WHATWG је закључио да ниједан постојећи формат није одговарајући да би био спецификован као потребан.
Епл и Мајкрософт подржавају само H.264.

### Циско чини лиценцирани Х.264 бинарни модул доступан бесплатно
Дана 30. октобра 2013. Циско је најавио да праве бинарни Х.264 модул доступан за даунлоад. Циско ће платити трошкове лиценцирања патента за оне бинарне модуле који су преузети од стране софтвера у току његове инсталације, чинећи Х.264 бесплатан за коришћење у том специјалном случају.
У саопштењу, Циско наводи своју жељу за даљим коришћењем пројекта ВебРТЦ, јер ће ВебРТЦ функција за видео ћаскање имати користи од тога да има видео формат подржан у свим прегледачима. Х.264 модул ће бити доступан на „свим популарним или подржаним платформама, и моћи ће се учитати у било коју апликацију”.
Циско такође планира да објави изворни код оних модула под BSD лиценцом, али без плаћања ауторске накнаде, па ће код практично бити слободан софтвер само у земљама без Х.264 софтверских патената, што је већ био случај са другим постојећим имплементацијама .
Такође, 30. октобра 2013. Брендан Еицх из Мозилле је најавио да ће Фајерфокс аутоматски преузети Цисков Х.264 модул када је то потребно по дефаулту. Он је такође истакао да је бинарни модул нијеидеално решење, јер корисници немају сва слободна софтверска права да „модификују, рекомпајлирају и редистрибуирају без уговора о лиценцама и такси”. Ксипх и Мозилла ће наставити развој Даала.

## Подршка прегледача
Табела приказује који видео формати су подржани од стране датог корисничког агента. Већина приказаних прегледача користе мултимедијални радни оквир за декодирање и приказивање видеа, уместо да укључују такве софтверске компоненте. Није могуће рећи скуп формата подржаних од стране мултимедијалних радних оквира без коришћења упита, јер то зависи од оперативних система и кодека треће стране. У тим случајевима, подршка видео формата је атрибут радног оквира, не прегледача (или његовог layout engine-а), под претпоставком да прегледач правилно упита свој мултимедијални радни оквир пре одбацивања непознатих видео формата. У неким случајевима подршка излистана овде није функција било кодека доступних у основи медијског оквира оперативног система, или кодека уграђених у прегледач, већ може бити адд-он у прегледачу, који би, на пример, обилазио уобичајено HTML парсирање <video> етикете у оквиру прегледача и уграђивао га у плаг-ин базиран видео прегледач.
Видео формат може бити спецификован МИМЕ типом у HTML-у. МИМЕ типови се користе за упитивање мултимедијалног радног оквира за подржане формате.
Од ових прегледача, једино Фајерфокс и Опера користе библиотеке за уграђено декодирање. У пракси, Интернет Експлорер и Сафари такође гарантују подршку одређеним форматима, јер њихови произвођачи праве и њихове мултимедијалне радне оквире. Са друге стране, Конкуерор има идентичну подршку формата као и Интернет Екпслорер када се покрене на Windows-у, и Сафари када се покрене на Меку, али селективну подршку када се покрене на ГНУ/Линуксу, где Конкуерор има највише корисника. У принципу, подршка формата прегледача је диктирана супротстављеним интересима произвођача, јер Медија Фондација и КвикТиме подржавају комерцијалне стандардима, док ГСтример и Пхонон не могу легално подржавати ништа осим слободних формата на слободном оперативним системима за које су намењени.
| Прегледач          | Оперативни систем         | Подржани видео формати | Подржани видео формати   | Подржани видео формати | Подржани видео формати |
| Прегледач          | Оперативни систем         | Теора                  | Х.264 (MP4)              | ВP8 (ВебM Пројекат)    | ВP9 (ВебM Пројекат)    |
| ------------------ | ------------------------- | ---------------------- | ------------------------ | ---------------------- | ---------------------- |
| Андроид прегледач  | Андроид                   | 2.3                    | 3.0                      | 2.3                    | Не                     |
| Chromium           | Сличан Јуникс-у и Windows | r18297                 | Руцна инсталација        | r47759                 | r172738                |
| Гугл кроум         | Н/Д                       | 3.0                    | 3.0                      | 6.0                    | 29.0                   |
| Интернет експлорер | Windows                   | Ручна инсталација      | 9.0                      | Ручна инсталација      | Не                     |
| Интернет експлорер | Windows телефон           | Не                     | 9.0                      | Не                     | Не                     |
| Интернет експлорер | Windows РТ                | Не                     | 10.0                     | Не                     | Не                     |
| Konqueror          | Све је подржано           | 4.4                    | 4.4                      | 4.4                    | 4.4                    |
| Мозила фајерфокс   | Windows 7+                | 3.5                    | 21.0                     | 4.0                    | 28.0                   |
| Мозила фајерфокс   | Windows Vista             | 3.5                    | 22.0                     | 4.0                    | 28.0                   |
| Мозила фајерфокс   | Windows XP                | 3.5                    | Ручна инсталација        | 4.0                    | 28.0                   |
| Мозила фајерфокс   | Линукс                    | 3.5                    | 26.0 (користи GStreamer) | 4.0                    | 28.0                   |
| Мозила фајерфокс   | Андроид                   | 3.5                    | 17.0                     | 4.0                    | 28.0                   |
| Мозила фајерфокс   | OS X                      | 3.5                    | 34.0                     | 4.0                    | 28.0                   |
| Мозила фајерфокс   | Фајерфокс OС              | 3.5                    | 1.1                      | 4.0                    | 28.0                   |
| Опера              | Н/Д                       | Не                     | 11.50                    | 15.0                   | 16.0                   |
| Опера              | Н/Д                       | 10.50                  | 24.0                     | 10.60                  | Не                     |
| Сафари             | иОС                       | Не                     | 3.1                      | Не                     | Не                     |
| Сафари             | ОС Икс                    | Ручна инсталација      | 3.1                      | Ручна инсталација      | Не                     |
| Веб                | Све је подржано           | 2.28                   | 2.28                     | 2.28                   | 2.28                   |

## Управљање дигиталним правима (шифроване медија екстензије)
HTML5 има подршку за дигитални управљач правима (ДУП, ограничава како се садржај може користити) преко HTML5 Шифроване Екстензије за Медија Садржај (ШЕМС). Додатак ДУП-а је контроверзан јер дозвољава ограничавање слободе корисника да користи медијски садржај ограничен ДУП-ом, чак и кад фер употреба даје право корисницима да то ураде. Главни аргумент у W3C-овом одобравању ШЕМС-а је да би у супротном видео садржај био достављен у прикључцима и апликацијама, а не у веб прегледачу.
Године 2013. Нетфликс је додао подршку за HTML5 видео коришћењем ШЕМС-а, поред њихових старих метода за доставу, коришћењем Силверлајт прикључка (такође и помоћи ДУП-а).

## Употреба
Од априла 2010, услед избациванја Епловог Ајпед-а на тржиште, неколико високо-профитабилних сајтова почели су да користе Х.264 HTML5 видео уместо Флеша за прегледаче идентификоване као Ајпед.
Од маја 2010, HTML5 видео тренутно није толико проширен као Флеш видео, иако недавно упазнавање тржишта са експерименталним видео плејерима заснованим на HTML5 са ДејлиМоушн-а (користећи Ог Теора и Ворбис формате) Јутјуб (користећи Х.264 и ВебМ формате) и Вимео (користећи Х.264 формат) показали су да интерес за усвајанје HTML5 видеа расте.
Неки од већих веб сајтова за пружање видеа су објавили да желе наставити са коришћењем других технологија пре него да користе HTML5 видео. Према блогу Јутјуба из 2010. <video> етикета „не задовољава у потпуности све потребе веб сајта као што је Јутјуб”. Главни од наведених разлога су недостатак стандардног формата, одсуство ефикасног и поузданог средства за достављање видеа прегледачу, немогућност Јаваскрипт-а да прикаже видео у пуној величини екрана, и проблеми са заштитом садржаја. Хулу такође није усвојио HTML5 видео због немогућности пружања услуга корисницима са адаптивним пропусним видео опсегом, заштите садржаја произвођача, и санбдевања рекламних компанија садржајем. Нетфликс је изјавио да има мноштво проблема који их спречавају да користе HTML5 видео: пријватљиви А/В саржитељ формата; прихватљиви аудио и виео кодеци; стреаминг протокол; начин да се стреаминг протокол прилагоди доступном протоку; начин преношења информације преко расположивих стреаму и осталих параметара стреаминг модулу; начин заштите садржаја; и то што су функционалности изложене коду у HTML5.
Дана 11. јануара 2011. године, Гуглов Кроумијум пројекат објавио на свом блогу да ће подршка затворених кодека (Х.264 посебно) бити уклоњена из будућих Кроум пројеката. Кроумијумова најава посебно је напоменула да је ово уклањање је напор да се повећа коришћење нелиценцираног HTML5 и <video> етикете. 2. фебруара 2011. Мајкрософт је објавио да је Windows Медиа Плејер HTML5 екстензија за Кроум за Windows 7 додао могућност да се користи лиценцирани Х.264 плејер који се добија уз Windows 7 за репродукцију Х.264 медијскох садржаја користећи Кроум.